# Sièges d'Yvoi
Yvois, ou Yvoi, est une ville s'appelant depuis 1662 Carignan. Elle a été la ville principale du comté d'Yvois, puis du comté de Chiny. Le comté est vendu à Wenceslas, duc de Luxembourg, le 16 juin 1364.

## Siège de 1481
Charles d'Amboise entre dans le duché de Luxembourg en 1480 à la tête d'une armée de 20 000 soldats et se rend maître de la place en 1481. Louis XI rend la ville deux ans plus tard.

## Siège de 1489
La ville est de nouveau assiégée en 1489. Robert de La Marck a été tué devant ses murs.

## Siège de 1542
En 1542, la ville est emportée et saccagée par les troupes commandées par le duc d'Orléans, grâce à Tavannes car les débuts du siège n'avaient pas été heureux. Il a fallu que le commandement résiste au duc de Guise pour ne pas abandonner le siège. Les bourgeois de la ville ont défendu la ville avec vigueur. La ville a été rendue à Charles Quint au traité de Crépy.

## Siège de 1552
Henri II s'est présenté devant les murs d'Yvoi avec une armée importante. Anne de Montmorency a commandé les travaux de siège. Une brèche ayant été pratiquée. Les troupes défendant la ville sont commandées par le comte de Mansfeld. Avant que les troupes du roi de France donnent le dernier assaut, les Allemands qui composent l'essentiel de la troupe défendant la place ont décidé de se rendre et se soulèvent. Devant le refus de ses troupes, le comte de Mansfeld fait venir un prisonnier français pour qu'il constate que ses soldats ne veulent pas se battre et lui serve de témoin contre les calomnies de ceux qui voudraient ternir sa réputation. Il fait alors hisser le drapeau blanc et se constitue prisonnier avec sa garnison.
La place est rendue à l'Espagne de Philippe II par le traité de Cateau-Cambrésis, le 3 avril 1559. En vertu d'un article du traité, la forteresse a été rasée, en représailles de ce que Charles Quint avait fait subir à la ville de Thérouanne.

## Siège de 1592
Henri de La Tour d'Auvergne, vicomte de Turenne et seigneur de Sedan, s'est présenté devant Yvoi avec une armée composée essentiellement de protestants. Il s'en est emparé facilement et l'a mise au pillage.

## Siège de 1594
La ville est reprise en 1594 par les troupes du duc de Bouillon. Un peu plus tard, la ville est reprise par les troupes commandées par le duc de Nevers qui la pillent de nouveau au point qu'il ne reste plus qu'une seule maison debout.

## Siège de 1637
Les fortifications d'Yvois sont relevées par l'Espagne au début du XVIIe siècle. En 1637, Louis XIII a envoyé le maréchal de Châtillon pour en faire le siège. Il la prend, mais le gouverneur espagnol a réussi à reprendre la ville par surprise peu de temps après.

## Siège de 1639
La ville est de nouveau assiégée par le maréchal de Châtillon le 30 juillet 1639 et la reprend. La ville s'est rendue le 2 août 1639 suivant les articles de la reddition d'Yvoi signée par le maréchal de Châtillon. Les fortifications ont été rasées et n'ont plus été reconstruites.
La partie sud du duché de Luxembourg est devenue française par le traité des Pyrénées, en 1659.

### Biographie
- Sièges d'Ivoy, dans Philippe Le Bas, France. Dictionnaire encyclopédique, Firmin Didot frères éditeurs, Paris, 1863, tome 9, p. 659-660 (lire en ligne)